# José Alonso Mallol
José Alonso Mallol (Raval Roig, Alacant, 1893 - Mèxic, 1967) fou un polític valencià, exiliat a Mèxic pel franquisme.

## Biografia
Pertanyia a una família de petits comerciants. Fou amic i company de Carlos Esplá Rizo, i es va introduir en la política per influència de Joan Botella Asensi, amb qui va fundar l'històric periòdic alacantí El Luchador el 1913. El 1915 fou president de la "Federación Nacional Escolar", primer sindicat d'estudiants d'Alacant, i el 1917 participà en l'Assemblea Republicana de Saragossa en representació de la Concentració Republicana d'Alacant.
Després va marxar a Madrid, llicenciant-se en dret a la Universitat de Madrid el 1920. El 1930 fou vicepresident del Cercle Republicà Autònom d'Alacant, lligat al partit de Marcel·lí Domingo i Sanjuán fins que el 1934 es va integrar a Izquierda Republicana, de la que en seria president a Alacant el juliol de 1934. Quan el seu amic Carlos Esplá Rizo fou nomenat subsecretari del Ministeri de Governació el nomenà governador civil d'Oviedo i Sevilla entre octubre de 1931 i novembre de 1934.
L'octubre de 1934 fou empresonat sota l'acusació de donar suport a la revolució de 1934. Alliberat uns mesos més tard, preparà la constitució del Front Popular de cara a les eleccions generals espanyoles de 1936. Després de la victòria del Front Popular, el febrer de 1936 fou posat al capdavant de la Direcció General de Seguretat. Preocupat per la realització d'un cop d'estat, va organitzar un servei d'escoltes telefòniques dels possibles sospitosos de la trama colpista, tot advertint al ministre Santiago Casares Quiroga de la gravetat de l'afer. Va il·legalitzar la Falange i va detenir José Antonio Primo de Rivera i altres dels seus dirigents. Uns mesos després es produiria l'assassinat de José Calvo Sotelo, de gran impacte social. Malgrat els seus esforços per investigar els fets, les autoritats franquistes posteriors el farien passar per un dels instigadors 
Després del cop d'estat del 18 de juliol de 1936 va ser substituït i nomenat Inspector General dels Consolats d'Espanya al Nord d'Àfrica fins a 1938, amb la missió d'intentar revoltar a les tribus indígenes rifenyes, viver de mercenaris per a l'exèrcit rebel.
Després de la guerra civil espanyola va fugir a França. Va ser espia dels aliats, lluitador antifeixista i representant de la Junta d'Auxili als Republicans Espanyols (JARE) a Casablanca, càrrec des del qual va aconseguir salvar la vida de més de quatre mil espanyols, a risc de perdre la seva en ser detingut per la França de Vichy per ser lliurat a l'Espanya de Franco. El 1944 es va exiliar a Mèxic amb Carlos Esplá Rizo, on posteriorment s'hi establí seu fill José Alonso Selles i la seva família. Està enterrat al Panteó Espanyol de la ciutat de Mèxic.

### Vida maçònica
Fou iniciat en juliol de 1916 en la Lògia Constante Alona, on va tenir una llarga continuïtat de pertinença.
Va ser el seu Maestro de Cerimònies.